# Frankie J
Francisco Javier Bautista (Tijuana, Baja California, México, 7 de diciembre de 1975), más conocido por su nombre artístico Frankie J, es un cantante, compositor mexicano-estadounidense y exmiembro del grupo musical Kumbia Kings.
Debutó bajo el nombre artístico de Frankie Boy a fines de la década de 1990. Luego, se unió a Kumbia Kings antes de volver a una carrera en solitario. Su álbum debut en solitario titulado What's a Man to Do fue lanzado en 2003, seguido de más álbumes en inglés y español. Recibió una nominación al premio Grammy y Premios Lo Nuestro en 2014 por su álbum Faith, Hope y Amor como Mejor Álbum de Pop Latino.

## Biografía
Bautista nació en Tijuana, Baja California, México, pero a los dos años su tío lo llevó a él y a sus hermanos a San Diego, California, Estados Unidos. Creció escuchando tanto música latina tradicional como música urbana estadounidense. Asistió a Southwest Senior High School en San Diego. Más tarde comenzó a desarrollar más interés por el canto, con el apoyo de su familia. En la escuela secundaria, comenzó a participar en concursos de talentos y a actuar en funciones escolares.

## Carrera musical

### Inicios
A los diecisiete años, Frankie firmó brevemente con el sello discográfico independiente canadiense Ventura International Records e 1993, presentando una canción llamada «Margarita» del artista turco Atilla. Esta canción no hizo mucho ruido, pero con ella aprendió mucho sobre grabación y música en esos años. En 1997, Bautista firmó con Hola Recordings, que en ese momento solo tenía un artista firmado con el sello. Para entonces, Frankie era un artista de estilo libre conocido como Frankie Boy y su música se lanzó en 3 compilaciones de Maximum Freestyle, pero su CD en solitario se archivó antes del lanzamiento.

### Kumbia Kings (1999–2003)
En 1999, se convirtió en miembro de los Kumbia Kings de AB Quintanilla, hermano de Selena. En esa etapa, manejó el nombre de "Cisko".

### Carrera en solitario
Frankie J firmó como solista con Columbia Records y lanzó su primer álbum What's A Man To Do el 27 de mayo de 2003. Su primer álbum homónimo en español, Frankie J, también fue lanzado más tarde en el mismo año. El sencillo principal del álbum, «Don't Wanna Try», alcanzó el puesto 19 en la lista Billboard Hot 100, mientras que «Ya no es igual» alcanzó el Top 10 en las listas latinas mundiales. Más tarde ese año, apareció en el Top 10 de Billboard Hot 100 con «Suga Suga» junto al rapero Baby Bash.
Su segundo álbum, The One, fue lanzado el 22 de marzo de 2005. El sencillo «Obsession (No Es Amor)» con Baby Bash, una versión de la canción de Aventura, estuvo en la posición #3 de Billboard Hot 100, el número cinco en Australia y el número cuatro en Nueva Zelanda. La canción fue producida por el productor Stewart Magee, nacido en Australia y radicado en el Reino Unido. La modelo Vida Guerra hizo un cameo en el video como el interés amoroso de Frankie J y objeto de su obsesión. Esta canción, obtuvo una certificación RIAA como Platino. Luego, siguieron los sencillos Top40 «How To Deal» y «More Than Words». Para coincidir con el lanzamiento de «More Than Words», el álbum fue relanzado en el formato DualDisc en octubre. En enero de 2006, The One fue certificado platino por la RIAA por vender más de un millón de copias. Su segundo álbum en español, Un Nuevo Día, fue lanzado el 13 de junio de 2006 y contó con el sencillo «Pensado En Ti». 
El tercer álbum en inglés de Frankie, Priceless, fue lanzado el 17 de octubre de 2006. Debutó en el puesto 30 del Billboard 200. El sencillo principal «That Girl» contó con Chamillionaire y Mannie Fresh y alcanzó el puesto 43 en el Billboard Hot 100. Un segundo sencillo, «Daddy's Little Girl», se ubicó en el puesto 23 en la lista de Billboard Bubbling Under Hot 100.

### Camino independiente
Tras su salida de Columbia Records, Frankie J lanzó algunos sencillos («Pictures», «If You Were My Girlfriend», «Crush») entre 2008 y 2011, además de comenzar su propio sello, Soulsick Records. También ha escrito canciones para otros artistas, más recientemente la canción número 2 «Take a Chance on Me» en el Reino Unido para la agrupación pop JLS.
Lanzó su cuarto álbum de estudio en inglés, Courage, el 7 de diciembre de 2011. El sencillo principal «How Beautiful You Are» se lanzó a digitalmente el 24 de octubre de 2011. El video musical fue dirigido por Mike Ho y se estrenó en YouTube el 11 de septiembre de 2011. El video del segundo sencillo del álbum «And I Had You There» se estrenó en el canal de YouTube de Frankie el 26 de noviembre de 2011. Frankie J y Baby Bash grabaron un video para el tercer sencillo del álbum «That's Wussup» en diciembre de 2011 en San Diego, California. El video se estrenó el 8 de enero de 2012.
El 12 de julio de 2012, se anunció que Frankie J se unirá a Jennifer Lopez y Enrique Iglesias en su gira por Norteamérica, sirviendo como invitado especial, reemplazando a Wisin & Yandel, quienes inicialmente fueron el acto de apertura.

### Faith, Hope y Amory nominación a los Premios Grammy
En 2011 firmó con Universal Music y comenzó a trabajar en un nuevo álbum en español. Lanzó dos sencillos digitales («Ay, Ay, Ay» y «Tienes Que Creer En Mi / Take a Chance on Me») a finales de 2012.
En 2013, lanzó su nuevo álbum, Faith, Hope y Amor. El álbum fue nominado en la edición 2014 de los Premios Grammy como Mejor Álbum de Pop Latino, a su vez que en Premios Lo Nuestro 2014 recibió una nominación similar y Frankie J como artista masculino pop del año. Fue precedido por el lanzamiento de los sencillos «No Te Quiero Ver Con Él» y «Beautiful» (con Pitbull). «Impossible» también fue lanzado como single.
El 26 de noviembre de 2015, estrenó el sencillo «Breakin'», con un video musical (en inglés y spanglish) que se estrenó el 14 de diciembre. El sencillo digital fue lanzado el 25 de diciembre de 2015. En 2016, siguieron cinco sencillos adicionales: «Let the Music Take Control», «I Promise You», «Riches in Heaven», «Body Rock» y «Not So Dangerous».
En marzo de 2017, logró un éxito de radio con «Si Una Vez (If I Once)», que fue una colaboración con Play-N-Skillz, Wisin y Leslie Grace. En junio, colaboró con Baby Bash para un nuevo sencillo titulado «Vámonos». El mes siguiente, en julio, lanzó un nuevo single «Lowrider» con Baby Bash, C Kan, Ozomatli & Kid Frost. El 27 de julio de ese mismo año, lanzó su nuevo álbum de estudio titulado Eleven a través de su propio sello Soulsick Musick Inc.
En mayo del 2020, demarca su regreso a los estudios con su álbum Canciones que Recuerdo, donde recopilaba temas que han sido popularizados en las voces de intérpretes como José José, Rocío Dúrcal, Juan Gabriel o Selena. En 2021, encabezó el festival de música latina realizado en Dallas-Fort Worth. También, colaboró con Gerardo Mejía y Alex Zurdo para la canción «Eres bueno».

## Actuación
En 2006, Frankie apareció como una celebridad invitada en la fiesta de cumpleaños de Marissa Mishelle en el show televisivo de MTV, My Super Sweet 16. Ese año también, hizo aparición como él mismo en la película televisiva de MTV titulada All You've Got.
En 2011, se unió a la serie de televisión mun2 RPM Miami como el mecánico Ramón. La serie se renovó rápidamente por una segunda temporada.

## Discografía

### Álbumes de estudio
| Título                 | Detalles                                                                                              | Posiciones más altas | Posiciones más altas | Certificaciones  |
| Título                 | Detalles                                                                                              | Billboard 200        | TLA                  | Certificaciones  |
| ---------------------- | --- | -------------------- | -------------------- | ---------------- |
| What's a Man to Do     | - Lanzamiento: 27 de mayo de 2003 - Discográfica: Columbia - Formatos: CD, descarga digital           | 53                   | -                    |                  |
| Frankie J              | - Lanzamiento: 30 de julio de 2003 - Discográfica: Sony Discos - Formatos: CD, descarga digital       | -                    | 57                   |                  |
| The One                | - Lanzamiento: 22 de marzo de 2005 - Discográfica: Columbia - Formatos: CD, descarga digital          | 3                    | -                    | - RIAA : Platino |
| Un Nuevo Dia           | - Lanzamiento: 13 de junio de 2006 - Discográfica: Norte / Columbia - Formatos: CD, descarga digital  | 198                  | 9                    |                  |
| Priceless              | - Lanzamiento: 17 de octubre de 2006 - Discográfica: Columbia - Formatos: CD, descarga digital        | 30                   | -                    |                  |
| Courage                | - Lanzamiento: 7 de diciembre de 2011 - Disquera: Soulsick Musick - Formatos: Descarga digital, CD    | -                    | -                    |                  |
| Faith, Hope y Amor     | - Lanzamiento: 28 de mayo de 2013 - Disquera: Universal Music Latino - Formatos: Descarga digital, CD | -                    | 7                    |                  |
| Eleven                 | - Lanzamiento: 27 de julio de 2017 - Disquera: Soulsick Musick - Formatos: descarga digital           | -                    | -                    |                  |
| Canciones Que Recuerdo | - Lanzamiento: 15 de mayo de 2020 - Disquera: Soulsick Musick - Formatos: descarga digital            | -                    | -                    |                  |

### Álbumes colaborativos
| Título                  | Detalles                                                                     |
| ----------------------- | ---------------------------------------------------------------------------- |
| Sangría (con Baby Bash) | - Lanzamiento: 2017 - Disquera: Soulsick Musick - Formatos: descarga digital |